# Ден Ратушний
Деніел Пол Ратушний (англ. Daniel Paul Ratushny, нар. 29 жовтня 1970, Непін, Онтаріо) — канадський хокеїст, що грав на позиції захисника. Згодом — хокейний тренер. Грав за збірну команду Канади. Брав участь у зимових Олімпійських іграх у 1992 році.

## Ігрова кар'єра
Професійну хокейну кар'єру розпочав 1992 року.
1989 року був обраний на драфті НХЛ під 25-м загальним номером командою «Вінніпег Джетс».
Протягом професійної клубної ігрової кар'єри, що тривала 15 років, захищав кольори команд «Ванкувер Канакс», «Ольтен», ГПК, «Ейр Скоттіш Іглс» та «Данді Старс».
Загалом провів 1 матч у НХЛ.
Виступав за збірну Канади.
Виступаючи за збірну Канади, став срібним призером зимових Олімпійських ігор у Альбервіллі.